# John Mavrogordato
John Nicholas Mavrogordato (* 19. Juli 1882 in London; † 24. Juli 1970) war ein britisch-griechischer Byzantinist und Neogräzist sowie Bywater and Sotheby Professor of Byzantine and Modern Greek Language and Literature an der Universität Oxford.

## Leben
Mavrogordato besuchte die Elstree School, das College of Saint Peter Westminster und das Eton College. Anschließend studierte er am Exeter College, Oxford, und war dann Assistant Editor der English Review. Während der Balkankriege im Jahr 1912 war er Kriegskorrespondent der Westminster Gazette, während des Ersten Weltkriegs jedoch für den aktiven Kriegsdienst ausgemustert.
Von 1939 bis 1947 war Mavrogordato Bywater and Sotheby Professor of Byzantine and Modern Greek Language and Literature an der Universität Oxford  und Sekretär der Anglo-Hellenic League.
Mavrogordato war mit Christine Maud Humphries verheiratet und hatte zwei Söhne (Nicholas John und Michael).

## Leistungen
Mavrogordato hatte sich mit seiner Kriegsberichterstattung bereits einen Namen gemacht, als er The World in Chains noch während des Ersten Weltkriegs veröffentlichte, ein pazifistisches Buch, in dem Mavrogordato Krieg als moralischen Anachronismus verwirft und insbesondere Verflechtungen des Phänomens mit Wirtschaft und Handel offenlegt.
Fachlich hat sich Mavrogordato mit einer Veröffentlichung der Münzen von Chios einen Namen in der Numismatik gemacht, bevor er sich der Geschichte und der Literatur, vor allem der Dichtung, des byzantinischen und modernen Griechenlands zuwandte. Zu seinen editorischen und übersetzerischen Arbeiten zählen Ausgaben des Erotokritos, des Konstantinos Kavafis und des Digenis Akrites.

## Schriften
- The World in Chains: Some Aspects of War and Trade. Martin Secker, London 1917, (online).
- A Chronological Arrangement of the Coins of Chios. F. Hall, Oxford 1918.
- The Erotokritos. Oxford University Press, London 1929.
- Modern Greece. A chronicle and a survey 1800–1931. Macmillan, London 1931.
- The Poems of C. P. Cavafy. Translated by John Mavrogordato. The Hogarth Press, London 1951: Neuauflage: Chatto & Windus, London 1978. Rezension von E. M. Forster, in: The Listener, July 5, 1951, nachgedruckt in: ders.,   Two Cheers for Democracy. Harcourt, Brace & World, New York 1951.
- Digenes Akrites, edited by John Mavrogordato. Oxford University Press, London 1956, Nachdruck 1999, online (PDF; 11,0 MB)